# 1890 في الولايات المتحدة
فيما يلي قوائم الأحداث التي وقعت خلال عام 1890 في الولايات المتحدة.

## أحداث
- خلال فترة يناير–يونيو – أصبح المغني جورج واشنطن جونسون أول أمريكي من أصل أفريقي يقوم بتسجيل أسطوانات فونوغرافية في نيويورك.
- 2 يناير – أصبحت أليس سانغر أول موظفة تعمل في البيت الأبيض.[1]
- 22 يناير – تأسيس نقابة عمَّال المنجم المتحدين (United Mine Workers).
- 25 يناير – أكملت الصحفية والرحالة الأمريكية نيللي بلي رحلتها حول العالم في 72 يوماً لتحقق رقم قياسي حيث استلهمت ذلك من شخصية فيلياس فوغ في رواية حول العالم في ثمانين يوماً للكاتب الفرنسي جول فيرن.
- 24 فبراير – اختيار شيكاغو لاستضافة المعرض العالمي الكولومبي.
- 2–7 مارس – نشوب حملة جدول كريك التي وقعت بين الأباتشي والجيش الأمريكي بالقرب من مدينة غلوب في إقليم أريزونا.
- 3 مارس – إقامة أول مباراة كرة قدم أمريكية في تاريخ جامعة ولاية أوهايو بمدينة ديلاوير بولاية أوهايو ضد جامعة أوهايو وسلين، وانتهت المبارة بفوز جامعة ولاية أوهايو بنتيجة 20 مقابل 14.
- 8 مارس – تأسيس جامعة ولاية داكوتا الشمالية في فارغو.
- 27 مارس – إعصار قمعي يضرب مدينة لويفيل بولاية كنتاكي يتسبب بقتل 76 شخصاً وإصابة 200 آخرين.
- 28 مارس – تأسيس جامعة ولاية واشنطن في بولمان.
- مايو – تأسيس الرابطة الوطنية لحق المرأة في الاقتراع.[2]
- 2 مايو – تنظيم إقليم أوكلاهوما.
- 31 مايو – افتتاح رواق كليفلاند المؤلف من خمسة طوابق ذات السقف المفتوح للإنارة في وسط مدينة كليفلاند بولاية أوهايو، وهو أحد أوائل مراكز التسوق في الولايات المتحدة.[3]
- 1 يونيو – بدأ مكتب تعداد الولايات المتحدة استعمال آلة الجدولة التي اخترعها هيرمان هولليريث لتسجيل استمارات إحصاء السكان باستخدام معلومات بطاقة مثقبة وهو ما يعدّ نقطة تحول هامة في تاريخ عتاد الحوسبة. وأصبحت شركة هولليريث في نهاية المطاف عملاق الحوسبة آي بي إم.
- 20 يونيو – نشر رواية «صورة دوريان غراي» من تأليف الكاتب الأيرلندي أوسكار وايلد من قبل مجلة ليبينكوت الشهرية التي كان مقرها يقع في مدينة فيلادلفيا الأمريكية.

ديسمبر 29: مذبحة ووندد ني

- 2 يوليو – أصبح قانون شيرمان لمنع الاحتكار قانوناً رسمياً.
- 3 يوليو – قبول أيداهو كولاية ما جعلها الولاية الأمريكية الثالثة والأربعون في الاتحاد.
- 10 يوليو – قبول وايومنغ كولاية ما جعلها الولاية الأمريكية الرابعة والأربعون في الاتحاد.
- 13 يوليو – أدت العواصف في ولاية مينيسوتا إلى وقوع كارثة سي وينغ على بحيرة بيبن حين تسبب خط عصف قوي بقلب سفينة «سي وينغ» مما أدى إلى مقتل 98 شخص.
- 6 أغسطس – أصبح وليم كيملر في سجن أوبورن بولاية نيويورك أول شخص يُعدم على الكرسي الكهربائي.
- سبتمبر – إصدار رئيس كنيسة يسوع المسيح لقديسي الأيام الأخيرة ويلفورد وودروف إشعاراً بمنع تعدد الزوجات رسمياً في الكنيسة المورمونية.
- 25 سبتمبر – تأسيس منتزه سيكويا الوطني.
- 1 أكتوبر – تأسيس منتزه يوسيميتي الوطني.
- 11 أكتوبر – تأسيس منظمة بنات الثورة الأمريكية بواشنطن العاصمة.[4]
- 13 أكتوبر - تأسيس أخوية دلتا تشي على يد أحد عشر طالب حقوق بجامعة كورنيل في إثاكا.
- 29 نوفمبر – فريق البحرية الأمريكية يفوز على فريق القوات البرية بنتيجة 24 مقابل 0 في أول مباراة كرة قدم بين البرية والبحرية الأمريكية التي أقيمت في ويست بوينت.
- 24 ديسمبر – المجلس التشريعي لإقليم أوكلاهوما يأسس ثلاثة هيئات للتعليم العالي في الإقليم وهي جامعة أوكلاهوما وجامعة ولاية أوكلاهوما وجامعة أوكلاهوما الوسطى.
- 29 ديسمبر – وقوع مذبحة ووندد ني بالقرب من جدول ووندد ني الواقع في ولاية داكوتا الجنوبية حين حاولت كتيبة سلاح الفرسان السابعة نزع سلاح معسكر للأمريكيين الأصليين ما أدى إلى تبادل إطلاق النار. وخلفت المذبحة 153 قتيلاً من سو اللاكوتا، بالإضافة إلى 25 قتيلاً من قوات البيض وفرار حوالي 150 شخصاً.

## سياسة

### تعيين في المنصب
- 27 فبراير – هوراس بويس حاكم أيوا [الإنجليزية]‏.
- 21 سبتمبر – فرانسيس بيل حاكم نيفادا  [لغات أخرى]‏.
- 1 أكتوبر – جورج ليرد شوب Governor of Idaho  [لغات أخرى]‏،عضو مجلس الشيوخ الأمريكي.
- 11 أكتوبر – فرانسيس امروي وارن حاكم وايومنغ  [لغات أخرى]‏.
- 24 نوفمبر – أموس ووكر باربر حاكم وايومنغ  [لغات أخرى]‏.
- 1 ديسمبر – توماس جونز حاكم ألاباما [الإنجليزية]‏.

### انتهاء فترة المنصب
- 12 يناير – جوزيف فوراكر حاكم ولاية أوهايو  [لغات أخرى]‏.
- 27 فبراير – ويليام لارابي حاكم أيوا [الإنجليزية]‏.
- 26 مايو – هربرت دبليو. لاد حاكم رود آيلاند [الإنجليزية]‏.
- 21 سبتمبر – تشارلز كلارك ستيفنسون حاكم نيفادا  [لغات أخرى]‏.
- 24 نوفمبر – فرانسيس امروي وارن حاكم وايومنغ  [لغات أخرى]‏.
- 18 ديسمبر – جورج ليرد شوب Governor of Idaho  [لغات أخرى]‏.

## ظهور
- 1 يناير – بلوز
- 1 يناير – راجتايم

## مواليد

### يناير
- 1 يناير – جوليان ميلر عالم نبات من الولايات المتحدة الأمريكية.
- 3 يناير – إدي جريبون ممثل من الولايات المتحدة الأمريكية.
- 8 يناير – بينيت البطل كلارك سياسي أمريكي.
- 22 يناير – فريدريك مور فينسون سياسي أمريكي.

### فبراير
- 18 فبراير – إدوارد أرنولد ممثل أمريكي.
- 24 فبراير – ليو ولمان عالم اقتصاد أمريكي.

### مارس
- 3 مارس – إدموند لوي ممثل أمريكي.
- 11 مارس – فانيفار بوش سياسي أمريكي.
- 25 مارس – إل برندل

### أبريل
- 7 أبريل – مارجوري ستونمان دوغلاس
- 26 أبريل – إدغار كينيدي

### مايو
- 2 مايو – هيدا هوبر
- 4 مايو – موريس فيشر لاعب رماية من الولايات المتحدة الأمريكية.
- 18 مايو – وارد كرين ممثل أمريكي.
- 20 مايو – ألن نيفينز
- 31 مايو – هاري هاينز ودينج سياسي أمريكي.

### يونيو
- 6 يونيو – دوروثي هيوارد كاتبة مسرحية أمريكية.
- 14 يونيو – ماي أليسون ممثلة أمريكية.
- 19 يونيو – كارل باترسون شميت
- 28 يونيو – كاي لوريل

### يوليو
- 18 يوليو – تشارلز إروين ويلسون سياسي من الولايات المتحدة الأمريكية.
- 22 يوليو – روز كينيدي

### أغسطس
- 3 أغسطس – تشارلز أديسون سياسي أمريكي.
- 17 أغسطس – هاري هوبكنز سياسي أمريكي.
- 17 أغسطس – هيلين أرنولد
- 20 أغسطس – هوارد فيليبس لافكرافت
- 24 أغسطس – بيرل كيندريك جراثيمية من الولايات المتحدة الأمريكية.
- 24 أغسطس – ديوك كاهاناموكو سباح أمريكي.
- 27 أغسطس – مان راي

### سبتمبر
- 9 سبتمبر – كولونيل ساندرز طباخ من الولايات المتحدة الأمريكية.
- 15 سبتمبر – جون ميلز هيوستن سياسي أمريكي.

### أكتوبر
- 2 أكتوبر – غروتشو ماركس
- 4 أكتوبر – بنيامين فريدمان سياسي أمريكي.
- 14 أكتوبر – دوايت أيزنهاور رئيس الولايات المتحدة الأمريكية الأسبق.
- 20 أكتوبر – جيلي رول مورتون
- 20 أكتوبر – شيرمان مينتون سياسي أمريكي.
- 25 أكتوبر – فلويد بنيت

### نوفمبر
- 1 نوفمبر – جيمس بارتون ممثل أمريكي.
- 18 نوفمبر – موريس إي ماكلولين لاعب كرة مضرب من الولايات المتحدة.
- 19 نوفمبر – فرانك ويلسون طبيب قلب من الولايات المتحدة الأمريكية.
- 20 نوفمبر – روبرت أرمسترونغ ممثل أمريكي.
- 23 نوفمبر – دين ماتي
- 29 نوفمبر – رولاند توثرو مصور سينمائي أمريكي.

### ديسمبر
- 10 ديسمبر – هنري لارسن
- 11 ديسمبر – مارك توبي رسام من الولايات المتحدة الأمريكية.
- 18 ديسمبر – إدوين هوارد آرمسترونغ
- 18 ديسمبر – مايك غلوفر ملاكم من الولايات المتحدة الأمريكية.
- 21 ديسمبر – هرمان مولر
- 25 ديسمبر – روبرت ربلي

## وفيات

### يناير
- 1 يناير – تشيستر ليمان (مواليد 1814) عالم فلك أمريكي.
- 12 يناير – نحميا غرين (مواليد 1837) سياسي أمريكي.
- 18 يناير – ماريانو غوادالوبي فاليخو (مواليد 1807) سياسي من الولايات المتحدة الأمريكية.

### فبراير
- 17 فبراير – كروستوفر شولز (مواليد 1819) سياسي أمريكي.
- 22 فبراير – جون جاكوب أستور الثالث (مواليد 1822)

### أبريل
- 8 أبريل – جونيوس سبنسر مورغان (مواليد 1813)

### مايو
- 15 مايو – توماس دروموند (مواليد 1809) سياسي أمريكي.
- 17 مايو – إليشا داير (مواليد 1811) سياسي أمريكي.

### يوليو
- 13 يوليو – جون فريمونت (مواليد 1813) سياسي أمريكي.

### أغسطس
- 6 أغسطس – وليم كيملر (مواليد 1860) مجرم من الولايات المتحدة الأمريكية.

### سبتمبر
- 4 سبتمبر – إدوارد فولانسبي نويز (مواليد 1832)
- 21 سبتمبر – تشارلز كلارك ستيفنسون (مواليد 1826) سياسي أمريكي.

### أكتوبر
- 2 أكتوبر – فيليب أف. توماس (مواليد 1810) سياسي أمريكي.
- 12 أكتوبر – ويليام وورث بيلناب (مواليد 1829)
- 30 أكتوبر – هنري جاكوب بيجيلو (مواليد 1818)

### نوفمبر
- 25 نوفمبر – جيمس ميلر ويليامز (مواليد 1818) سياسي كندي.

### ديسمبر
- 15 ديسمبر – الثور الجالس (مواليد 1831)